# نجم بن سراج
نجم بن سراج العقيلي البغدادي، شمس الملك، شاعر، ولد ببغداد، ورحل إلى مصر مع أهله صغيراً، فنشأ بأسنا وتميز بالشعر، فمدح الأكابر والأعيان، توفي سنة 601 هـ، 1204م.